# Монтефиоре дел'Азо
Монтефио̀ре дел'А̀зо (на италиански: Montefiore dell'Aso) е село и община в Централна Италия, провинция Асколи Пичено, регион Марке. Разположено е на 412 m надморска височина. Населението на общината е 2218 души (към 2011 г.).